# Mariana Popowa
Mariana Popowa (bułg. Мариана Попова; ur. 6 czerwca 1978 w Sofii) – bułgarska piosenkarka. Reprezentowała Bułgarię na Konkursie Piosenki Eurowizji w 2006 roku utworem „Let Me Cry”. 18 maja wystąpiła w półfinale konkursu jako druga w kolejności i zajęła w nim ostatecznie 17. miejsce, nie zapewniające jej awansu do finału.

## Single
- „Ти не дойде”
- „Казах”
- „Можем пак”
- „Няма”
- „След”
- „Сънувай ме”
- „Let Me Cry”
- „Sometimes”
- „Lejos” (w duecie z Orlin Goranov)
- „Ostani”
- „New Religion”